# Moon Jae-in
Moon Jae-in (em coreano: 문재인; Hanja: 文在寅; Geoje, 24 de janeiro de 1953) é um advogado e político sul-coreano, que serviu como presidente da República da Coreia de 2017 a 2022.
Jae-in é filho de refugiados norte-coreanos, graduou-se em direito e foi um líder estudantil. Enquanto estudava, foi preso por tentar derrubar o regime militar sul-coreano. Após o retorno da democracia, tornou-se um advogado dos direitos humanos. Na eleição de 2012, perdeu para Park Geun-hye por um milhão de votos (51,55-48,02%).
Na sua plataforma eleitoral para a eleição de 2017, Jae-in, visto como um liberal, comprometeu-se a melhorar os laços com a vizinha Coreia do Norte, aumentar os salários, criar empregos, potencializar as pequenas e médias empresas para reduzir a concentração de riqueza, e revisar a implantação de um sistema antimísseis em seu país.
Ele foi um grande amigo do nono Presidente da Coreia do Sul, Roh Moo-hyun (1946-2009). Moon Jae-in também foi um membro fundador do jornal progressista sul-coreano The Hankyoreh, em 1988.